# Тоса Міцумоті
Тоса Міцумоті (бл. 1496 —1550) — японський художник періоду Муроматі. Представник школи Тоса.

## Життєпис
Походив зі знатного роду Тоса, що були спадковими придворними живописцями імператорів. Єдиний син Тоса Міцунобу, голови Бюро живопису імператорського двору і голови митців сьогунату Муроматі. Народився близько 1496 року в Кіото. Навчався малюванню у батька. Згодом спільно з останнім виконував замовлення для імператорського двору й сьогунів роду Асікага. 
Між 1522 і 1525 роками після смерті батька очолив Бюро живопису і став придворним художником. Згодом вправно поєднував державну кар'єру з розбудовою школи Тоса, яка отримувала численні замовлення. 1528 році отримав нижню ступінь п'ятого рангу. 1531 року призначено першим заступником міністра покарань. 1532 року надано старшу ступінь п'ятого рангу. 
Після смерті у 1550 році Тоса Міцумоті його справу послідовно продовжили сини Тоса Міцумото і Тоса Міцуйосі.

## Творчість

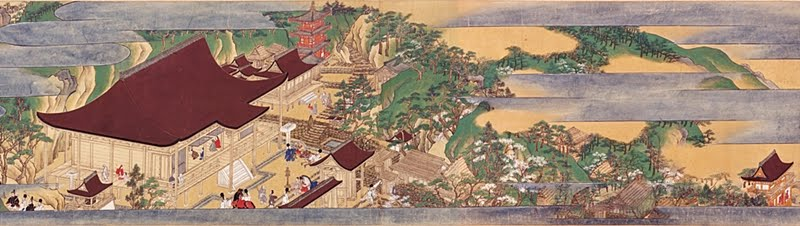
Частина сувою «Історія храму Куваномі»

Загалом наслідував стиль, засновником якого став Тоса Міцунобу. Разом з тим більше приділяв уваги деталям і декоративності. Виконував роботи для імператорського двору (відзначають фусума 1543 року), портрети сьогунів (відомим серед них є Асікаґа Йосіхару, 1550 рік), фусума (розсувні двері) для палацу сьогунів Нідзьо.
Тоса Міцумоті також є автором декількох релігійних робіт 1536 року, що зберігаються в храмі Дайго-дзі в Кіото. У 1550 році створив фрески в монастирі Каннон-дзі (сучасна префектура Сіга). Серед найкращих його творів є сувої «Історія храму Куваномі» (1532 рік) і «Історія храму Тайма» (1531 рік), які віднесено до Важливих культурних пам'яток Японії.